# باج‌خواهی هسته‌ای
باج‌خواهی هسته‌ای شکلی از راهبرد هسته‌ای است که در آن متجاوز از تهدید استفاده از جنگ‌افزار هسته‌ای برای وادار کردن دشمن به انجام برخی اقدامات یا دادن برخی امتیازات استفاده می‌کند.

## اثربخشی
باج‌گیری هسته‌ای معمولاً در برابر حریف منطقی که دارای جنگ‌افزار هسته‌ای یا متحدی که دارای جنگ‌افزار هسته‌ایست که دارای قابلیت تخریب مطمئن است، بی‌اثر است. اگر حریف، جنگ‌افزار هسته‌ای داشته باشد، باج‌خواهی هسته‌ای به تهدیدی برای تشدید درگیری تبدیل می‌شود. در چنین شرایطی، اگر حریف از پاسخ دادن امتناع کند، منجر به از دست دادن اعتبار کلان خود (چه در سیاست داخلی و چه در عرصهٔ بین‌المللی)، یا انجام تهدیدی است که منجر به تخریب دوجانبهٔ هسته‌ای می‌شود.

## تاریخچه
اسناد محرمانه از آرشیو ملی بریتانیا نشان می‌دهد که بریتانیا در سال ۱۹۶۱ در صورت بازپس‌گیری نظامی هنگ‌کنگ توسط چین، چین را به تلافی اتمی تهدید کرده‌است.
در سال ۱۹۹۱ اسرائیل، عراق را تهدید کرد که اگر حمله‌ای با استفاده از سلاح‌های شیمیایی در طول جنگ خلیج فارس علیه خود یا نیروهای متحد صورت گیرد، با «پاسخ متقابل هسته‌ای» اسرائیل مواجه خواهد شد.
در سال ۲۰۰۲، دولت جرج دابلیو. بوش اعلام کرد که آماده است در صورت استفاده از سلاح‌های بیولوژیکی یا شیمیایی علیه نیروهای آمریکایی یا متحدان آن‌ها در طول جنگ عراق، با موشک‌های هسته‌ای به عراق حمله کند.
در سال ۲۰۰۵، ژنرال چینی ژو چنگو گفت که اگر ایالات متحده به نیروهای چینی در درگیری احتمالی بر سر کشور تایوان حمله کند، چین ممکن است با سلاح هسته‌ای مقابله کند.
در ۲ ژانویهٔ ۲۰۱۸، دونالد ترامپ، رئیس‌جمهور ایالات متحده، کرهٔ شمالی را تهدید کرد که قدرت آتش هسته‌ای ایالات متحده بسیار بیشتر از کرهٔ شمالی است و در پاسخ به بیانیهٔ مطبوعاتی مبنی بر این‌که «دکمهٔ هسته‌ای همیشه روی میز کیم جونگ اون است.» گفت آن‌ها را با چنان آتش و خشمی روبه‌رو می‌کنیم که تاریخ به خود ندیده باشد.
در ۲۴ فوریهٔ ۲۰۲۲، در یک سخنرانی تلویزیونی که ولادیمیر پوتین از حملهٔ روسیه به اوکراین خبر داد، پوتین هشدار داد که هر کشوری که در جنگ علیه روسیه مداخله کند با عواقبی روبه‌رو خواهد شد که هرگز در تاریخ خود با آن مواجه نشده‌است. این به‌طور گسترده به عنوان تهدید حملهٔ هسته‌ای تفسیر شد. چند روز بعد، پوتین نیروهای هسته‌ای روسیه را در حالت آماده‌باش بالاتر قرار داد.